# Jarosław Borszewicz
Jarosław Borszewicz (Łusko, 26 de septiembre de 1956–Łusko, 1 de junio de 2016) fue un poeta, escritor y periodista polaco. En junio de 1980 empezó su formación en la Escuela Nacional de Cine, Televisión y Teatro en Lodz. Además, se graduó de Escuela Internacional del Periodismo en Poznan. Fue profesor universitario y rector en universidades periodísticas no públicas (entre otras en la Escuela Internacional del Periodismo en Katowice).
Publicó dos volúmenes de poesía: Zezowaty duet (1981) y Zezowaty duet oraz nowe wiersze (2016), novelas: Mroki (1983, 2015) y Pomroki (2016).

## Biografía
Jarosław Borszewicz pasó su infancia y juventud en Łusko. En 1977 entró en la Escuela Internacional del Periodismo en Poznan. En 1978 ganó un concurso por el mejor debut del año (“Debiuty 78”). Sobre su propio éxito escribió:
Nací por segunda vez en junio, cuando gané el concurso para el mejor debut del año.
En 1980 le admitieron en la Escuela Nacional de Cine, Televisión y Teatro en Lodz. En 1981 publicó su volumen de poesía Zezowaty Duet.
Nací por tercera vez en junio 1980, cuando de borrachera aprobé los exámenes y me admitieron en la Escuela Nacional de Cine, Televisión y Teatro en Lodz, y luego – ya sobrio – me enamoré mutuamente de la chica más hermosa en toda la historia de la escuela.
Tras completar la carrera en periodismo, Borszewicz empezó a trabajar como profesor universitario, después llegó a ser el rector en las Universidades periodísticas no públicas. Borszewicz mismo abordó con humor su carrera académica – en la edición reanudada de Mroki escribió:
Mroki fue escrito hace treinta y cinco años por un ESTUDIANTE de la Escuela Nacional de Cine, Televisión y Teatro y ahora tiene que firmarlo con su apellido y su rostro el RECTOR de la Escuela Internacional del Periodismo. ¿Resurrección o suicidio?
Borszewicz escribió el guion para una obra de teatro "Łaski bez", que estrenó el 26 de noviembre de 2011 dirigido por Elżbieta Wojtacka-Ślęzak. La obra fue creada con la ocasión del 55.° jubileo del Centro Cultural en Łasko. La obra fue interpretada por 30 actores no profesionales, habitantes de Łasko de entre 5 y 75 años de edad. En su obra Borszewicz narra la historia de Łasko, el destino de los habitantes imaginarios y auténticos, asegurándose de que el espectáculo impulsara a los recuerdos y a la risa. En su comentario a la obra la directora del espectáculo subrayó el carácter sentimental y recordatorio del drama y la presencia de un elemento humorístico. También constata que Borszewicz muestra, con bastante objetivismo, una imagen de la ciudad en el presente y para el futuro.
En 2015 la editorial Iskry reanudó Mroki con el consentimiento del autor. 
Jarosław Borszewicz murió repentinamente el 1 de junio de 2016.

## Obras

### Zezowaty duetyZezowaty duet oraz inne wiersze
Jarosław Borszewicz publicó dos volúmenes de poesía: Zezowaty duet (1981) y Zezowaty duet oraz nowe wiersze (2016). El primer volumen incluyó 33 poemas, y el renovado y extendido Zezowaty duet oraz nowe wiersze - 74. La obra poética de Borszewicz se centra en una reflexión existencial sobre los valores más importantes - la vida y la muerte.

En el periódico Panorama Łaska varios autores comentaban su segundo volumen de poesía. Sobre la poesía de Borszewicz escribíeron que era
un llamamiento desgarrador al otro ser humano solo y preocupado por el amor. Decían que hablaba muy acertadamente sobre el dolor y el fin de la existencia. Los autores de los artículos en Panorama Łaska subrayaba que Borszewicz "no ofrece consejos ni recetas sino plantea las preguntas fundamentales que nosotros, impotentes, también nos hacemos"

### Mroki
Mroki  es una novela escrita en 1983 y continuada en 2015.
"Cuando en diciembre de 2014 me llamó el director Krzysztof Obłucki y me propuso la continuación de este libro, no dudaba ni un momento. Inmediatamente pensé "¡No!", pero al director le dije "¡Sí!" - así escribió en el epílogo de Mroki Jarosaw Borszewicz
El protagonista es un cochero, llamado Duet Zezowaty. El libro es un monólogo de Duet quien reflexiona sobre la vida y la muerte, pero también es una conversación con su novia- Ausenta y con su amigo - Wiktor. La estructura de la novela Mroki es única, ya que no está escrita con prosa, sino en verso. El protagonista se mueve por un mundo imaginario, un mundo de valores. Es un libro sobre «la tentación de la muerte y la vida», hace referencia a sistemas filosóficos como nihilismo y existencialismo, entre otros.

### Pomroki
Pomroki, al principio titulada Mroki II, es una novela, o - como lo describía el mismo Borszewicz - una poesíonovela, escrita en 2016. El protagonista del libro es otra vez Duet Zezowaty, un cochero. En la segunda parte de Mroki, Duet cambia, ya no busca contacto con Ausenta (Nieobecna), visiblemente rechaza la autodestrucción del Mroki, para aprender a vivir de nuevo. El protagonista resume y analiza su vida, busca experiencias nuevas. Decide escribir un diario (“recodiario” - zapamiętnik), el cual presenta a sus lectores. Debido a la muerte del autor, Pomroki nunca fue terminada. El texto original fue ligeramente redactado y preparado para la imprenta.